# Індекс процвітання
Індекс процвітання Legatum — є щорічним рейтингом, розробленим Legatum Institute, незалежною освітньою благодійною організацією, заснованою та частково фінансуваною приватною інвестиційною компанією Legatum. Мета Індексу процвітання — виміряти національне процвітання. Він враховує як матеріальне багатство (традиційні економічні показники), так і фактори соціального добробуту. Рейтинг базується на різних факторах, включаючи багатство на душу населення, економічне зростання, освіту, охорону здоров'я, особистий добробут та якість життя. 

Станом на 2023 рік у рейтингу було оцінено 167 країн і територій, і Данія очолила список, за нею йдуть її північні сусіди Швеція, Норвегія та Фінляндія. Південний Судан посів останнє, 167-ме місце.

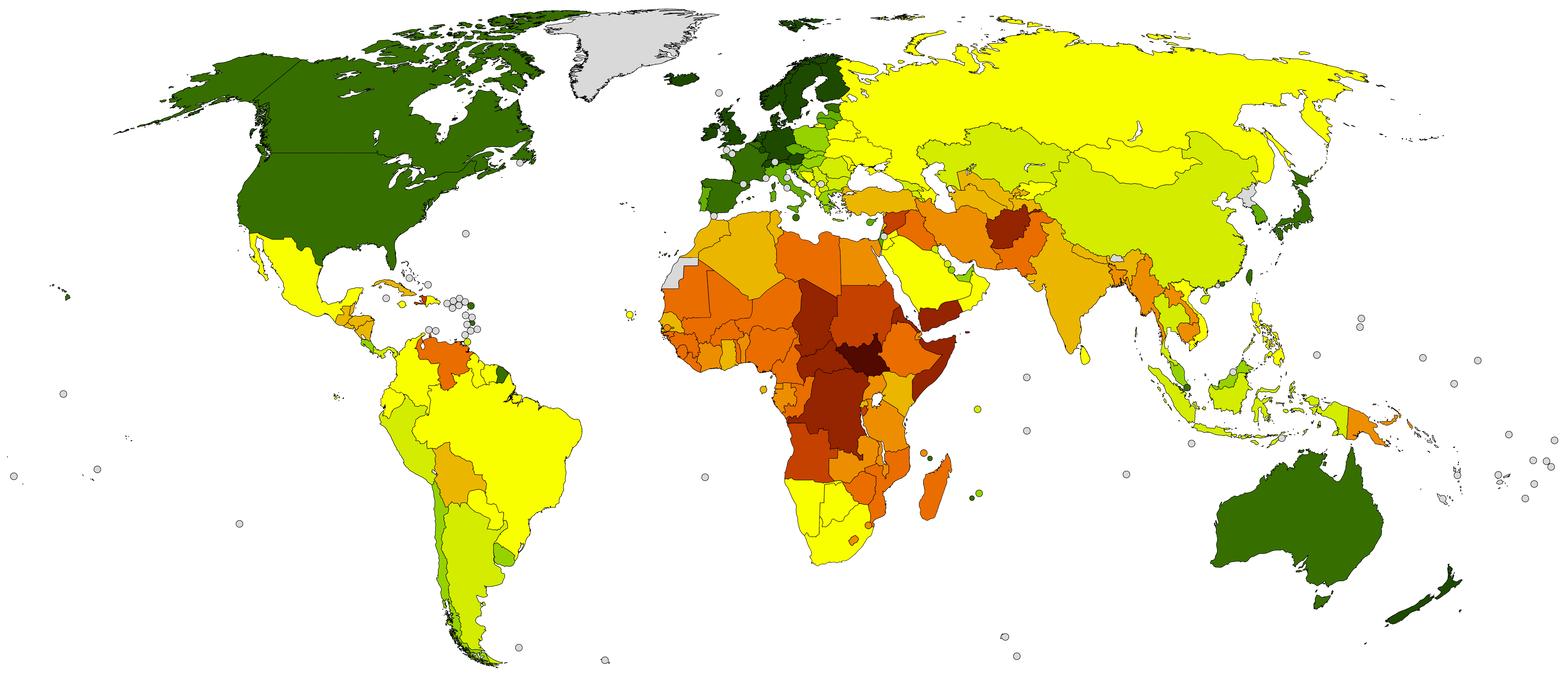
Countries according to their score (L) in the 2020 Legatum Prosperity Index.
L ≥ 80
75 ≤ L < 80
70 ≤ L < 75
65 ≤ L < 70
60 ≤ L < 65
55 ≤ L < 60
50 ≤ L < 55
45 ≤ L < 50
40 ≤ L < 45
35 ≤ L < 40
30 ≤ L < 35
L < 30
Data unavailable

## Порівняльна таблиця індексу
Лідери індексу за місцем та Україна:
Інститут Легатум
Інститут Легатум публікує індекс.

### Персонал
Директором Індексу процвітання Legatum є доктор Стівен Брієн. Індекс процвітання перевіряється та аналізується консультативною групою, до складу якої входять науковці та вчені, що представляють різні дисципліни, зокрема: професор Тім Беслі (Лондонська школа економіки); доктор Даніель Дрезнер (Університет Тафтса); доктор Керол Грем (Брукінгський інститут); доктора Едмунда Малескі (Університет Каліфорнії, Сан-Дієго); доктора Енн Оуен (Гамільтонський коледж).
Міжнародна консультативна група Інституту Легатум також бере участь у розробці Індексу процвітання та надає допомогу в цій роботі: професор Пітер Скеррі (Бостонський коледж); професор Ден Чірот (Університет Вашингтона); Тобі Манді, генеральний директор (Atlantic Books); та Патрік Чунг.
| Рік  | Перше    | Друге     | Третє         | Четверте      | П'яте         | Україна (місце) |
| ---- | -------- | --------- | ------------- | ------------- | ------------- | --------------- |
| 2010 | Норвегія | Данія     | Нова Зеландія | Фінляндія     | Австралія     | 89              |
| 2012 | Норвегія | Данія     | Фінляндія     | Австралія     | Нова Зеландія | 94              |
| 2014 | Норвегія | Данія     | Австралія     | Нова Зеландія | Швеція        | 93              |
| 2015 | Норвегія | Швейцарія | Швеція        | Австралія     | Нова Зеландія | 98              |
| 2016 | Норвегія | Швейцарія | Канада        | Швеція        | Нова Зеландія | 103             |
| 2017 | Норвегія | Швейцарія | Нова Зеландія | Данія         | Канада        | 105             |
| 2018 | Норвегія | Швейцарія | Данія         | Нова Зеландія | Швеція        | 99              |

## Методологія
Індекс процвітання Legatum 2018 базується на 104 різних змінних, проаналізованих у 149 країнах світу. Джерела даних включають Gallup World Poll, World Development Indicators, International Telecommunication Union, Fragile States Index, Worldwide Governance Indicators, Freedom House, World Health Organization, World Values Survey, Amnesty International та Centre for Systemic Peace. 104 змінні згруповані в 9 субіндексів, які усереднюються з використанням рівних ваг. 9 субіндексів:
- Економічна якість
- Бізнес-середовище
- Управління
- Освіта
- Здоров'я
- Безпека та захист
- Особиста свобода
- Соціальний капітал
- Природне середовище

Наприклад, особиста свобода включає свободу слова та віросповідання, національну толерантність до іммігрантів, етнічних та расових меншин. Підіндекс соціального капіталу включає відсоток громадян, які займаються волонтерською діяльністю, роблять пожертви на благодійність, допомагають незнайомцям і відчувають, що можуть покластися на родину та друзів.
Oxford Analytica брала участь у розробці Індексу процвітання на початковому етапі та сприяла формуванню його методології. Сьогодні щорічний індекс розробляється та публікується Інститутом Легатум.
Інститут Легатум застосовує прозорий підхід до своєї роботи над Індексом процвітання. З цією метою вся методологія Індексу процвітання разом з даними, що використовуються для його створення, доступні безкоштовно в Інтернеті на веб-сайті інституту.

## Показники розрахунку категорії "Ведення бізнесу"
| Категорія       | Показник                                            | Опис | Джерело                         | Вага | Мінімальне значення | Максимальне значення | Обґрунтування |
| --------------- | --------------------------------------------------- | --- | ------------------------------- | ---- | ------------------- | -------------------- | --- |
| Ведення бізнесу | Доступність фінансових послуг                       | Відповідь експертів на питання "В якій мірі у вашій країні доступні фінансові послуги для бізнесу?" з варіантами відповідей від [1 - недоступні взагалі] до [7 - повністю доступні]. | Всесвітній економічний форум    | 1    | 1                   | 7                    | Доступність фінансових послуг дозволяє громадянам реалізовувати нові ідеї для покращення свого добробуту.                       |
| Ведення бізнесу | Легкість отримання кредиту                          | Оцінюється на основі таких показників: 1. Захист прав кредиторів та позичальників (реалізація законодавства про застави та банкрутство) 2. Повнота кредитної інформації 3. Покриття населення кредитними організаціями 4. Повнота кредитного реєстру                                                                              | Індекс легкості ведення бізнесу | 2    | 0                   | 100                  | Якщо громадяни та підприємства не можуть отримати кредит для реалізації своїх ідей, то страждає особистий і загальний добробут. |
| Ведення бізнесу | Легкість підключення до електромереж                | Вартість підключення підприємства до енергомережі у % від доходу на душу населення. | Індекс легкості ведення бізнесу | 1    | 0,61                | 59874                | Простий доступ до електромереж дозволяє бізнесу розвиватися і покращувати рівень життя громадян.                                |
| Ведення бізнесу | Легкість вирішення питання неплатоспроможності      | Оцінюється на основі таких показників: 1. Час на відшкодування боргів 2. Вартість відшкодування боргів 3. Наслідок (примусовий продаж активів чи продовження роботи) 4. Ставка відшкодування для захищених кредиторів | Індекс легкості ведення бізнесу | 1    | 0                   | 100                  | Складність процедури банкрутства становить великий ризик для розвитку інноваційних підприємств, які є ключовими для економіки.  |
| Ведення бізнесу | Легкість відкриття нового бізнесу                   | Оцінюється на основі таких показників: 1. Час, потрібний для попередньої, планової чи постфактум реєстрації 2. Вартість реєстрації 3. Кількість процедур для отримання фінального рішення 4. Мінімальний необхідний капітал для відкриття нової справи                                                                            | Індекс легкості ведення бізнесу | 2    | 0                   | 100                  | Адміністративні бар'єри для початку нової справи блокують покращення добробуту громадян.                                        |
| Ведення бізнесу | Фіксований широкосмуговий доступ в Інтернет         | Кількість контрактів на підключення до швидкісного фіксованого доступу в Інтернет на 100 чоловік населення | Індикатори світового розвитку   | 1    | 0                   | 80                   | Доступ до високошвидкісного зв'язку дає можливість підприємствам швидко розвиватися                                             |
| Ведення бізнесу | Легкість найму та звільнення працівників            | Відповідь експертів на питання "Наскільки у вашій країні складні адміністративні норми питання найму та звільнення працівників?" з варіантами відповідей від [1 - надзвичайно складні] до [7 - надзвичайно гнучкі]. | Всесвітній економічний форум    | 0,5  | 1                   | 7                    | Гнучкий ринок праці дозволяє бізнесу легко наймати потрібних йому людей                                                         |
| Ведення бізнесу | Захист інтелектуальної власності                    | Відповідь експертів на питання "Наскільки сильно у вашій країні захищена інтелектуальна власність?" з варіантами відповідей від [1 - абсолютно незахищена] до [7 - дуже сильно захищена]. | Всесвітній економічний форум    | 1,5  | 1                   | 7                    | Чітка регламентація прав власності і захищеність результатів інтелектуальної праці стимулює інноваційний бізнес                 |
| Ведення бізнесу | Індекс ефективності логістики                       | Середньозважений індикатор на основі таких показників: 1. Ефективність процесу оформлення перетину кордону товарами, включно з митними процедурами. 2. Торгова та транспортна інфраструктура 3. Повнота і якість логістичних послуг. 4. Можливість відстеження вантажів 5. Своєчасність доставки товарів в межах заданого терміну | Індикатори світового розвитку   | 1,5  | 1                   | 5                    | Високі тарифи, складні процедури та погана інфраструктура заважають бізнесу розвиватися                                         |
| Ведення бізнесу | Громадське сприйняття легкості початку нової справи | Громадське опитування на тему "Чи вважаєте ви своє місто чи район гарним місцем для початку нового бізнесу?" | Інститут Ґеллапа                | 1    | 0,09                | 1                    | Якщо громадяни не відчувають можливостей для початку бізнесу, це не дозволяє їм реалізувати свій потенціал                      |
| Ведення бізнесу | Оцінка ефективності праці                           | Громадське опитування на тему "Чи можуть люди у вашій країні важкою працею покращити своє становище?" | Інститут Ґеллапа                | 1,5  | 0,1                 | 1                    | Розуміння того, що важка праця окупається є ключовою характеристикою для вільного бізнес-середовища.                            |
| Ведення бізнесу | Вихідна допомога при звільненні                     | Розмір вихідної допомоги в тижнях заробітної платні. | Індикатори світового розвитку   | 0,5  | 0                   | 104                  | Надмірні витрати на звільнення працівників лягають важким тягарем на бізнес                                                     |